# Quati-de-cozumel
O quati-de-cozumel (Nasua narica nelsoni) é uma espécie de quati endêmica do México, encontrada somente na ilha de Cozumel. Alguns taxonomistas a consideram como uma subespécie do Nasua narica, por se tratar de uma população introduzida na ilha pelos maias.
Embora a espécie não esteja avaliada pela IUCN, acredita-se que esteja ameaçada, ou criticamente ameaçada de extinção.